# Rehmat Aziz Chitrali
Rehmat Aziz Chitrali är en av de mest kända journalisterna vid den privata pakistanska TV-stationen Khyber News-TV Islamabad Pakistan.